# Where Did You Sleep Last Night
Where Did You Sleep Last Night, známá také jako In The Pines či Black Girl, je tradiční americká folková píseň, jejíž kořeny sahají do druhé poloviny 19. století. Její původní autor je neznámý. Píseň byla zpopularizována poprvé v roce 1944, kdy ji přezpíval Lead Belly. Značnou popularitu si také získala díky tomu, že ji zahrála grungeová skupina Nirvana na svém akustickém vystoupení pro MTV. Záznam tohoto koncertu byl v roce 1994 vydán pod názvem MTV Unplugged in New York.